# ميكي فيتزجيرالد
ميكي فيتزجيرالد (بالإنجليزية: Mickey Fitzgerald)‏ هو لاعب كرة قدم أمريكية أمريكي، ولد في 10 أبريل 1958.